# Famille de Félix
La famille de Félix est une famille noble française, originaire d'Avignon (comtat Venaissin), puis établie à Aix-en-Provence et à Marseille, dont plusieurs branches se sont séparément agrégées à la noblesse au XVIe siècle et au XVIIIe siècle. La dernière branche noble s'est éteinte en 1903.

## Généalogie

### Branche ainée
- Claude de Felix (°Avignon), marchand de soie x 1493 Isoarde, fille de Rodolphe de Perussiis et Heleine de Falet[1]
  - Pierre de Felix x 1542 Anne-Marie, fille de Jean-Marie de Francico
    - Philippe II de Felix x 1570 Madeleine, fille de Jean-Louis de Loques, premier huissier au Parlement et de Gasparde d'Arbaud de Brest
      - Balthazar de Felix, lieutenant-général des soumissions du siège d'Aix x 1600 Catherine de Chailan de Mouriès
      - Melchior de Felix, conseiller à la Cour des Comptes x 1602 Lucrèce, fille d'Honoré de Saint-Marc, conseiller au Parlement et de Marie de Leone
      - Gasparde x Paul d'André, Avocat à la Cour

    - Henri de Felix, seigneur de la Ferratière
      - Jean de Felix, seigneur de la Ferratière, gentilhomme de Marguerite de Valois x Marguerite d'Henrici
        - Henri II de Felix, seigneur de la Ferratière, gentilhomme de Louis XIII x 1643 Anne, fille d'Etienne de Greffet, trésorier-général de France et de Catherine de Beau
          - Paul de Felix de Greffet, seigneur de la Ferratière, trésorier-général de France x 1684 Venture de Saboulin; x Félicité de Gerente la Bruyère (sans enfants)
            - Pierre, seigneur de la Ferratière x Marie-Anne de Laugier
              - Clotilde-Adélaïde de Felix x Jean-Claude-Palamede de Forbin Gardane, seigneur de Saint-Marcel

        - Marie-Anne de Felix x 1635 Thomas de Chailus, seigneur de Propia

      - Louise de Felix x Pierre de Lopis

    - Olivier de Felix(+1624) seigneur de la Ferratière x Anne d'Eiguésier; x Marie-Anne de Francico (sans enfants)
      - Martin de Felix, lieutenant-général des soumissions du siège d'Aix x 1629 Marguerite, fille de Michel d'Albert, auditeur des Comptes et de Françoise de Bonardet
        - Michel, lieutenant-général des Soumissions x 1661 Françoise, fille de François de Gantès, procureur-général au Parlement et de Jeanne de Croze Lincel
          - François de Felix, écuyer x Madeleine, fille de Pierre de Gaillard, capitaine de galère et de dame de Raffelis-Granbois
            - Joseph de Felix x 1754 Marie-Madeleine, fille de Nicolas de Gantel-Guitton, seigneur de Mazargues et de Madeleine du Mont, marseillaise

          - Balthasar, second consul d'Aix, procureur du Païs x 1736 Françoise-Gabrielle de Felix, veuve de Jean-Joseph d'Orcin, conseiller au Parlement

        - Balthasar, assesseur d'Aix, Procureur du Païs, Primicier de l'Université d'Aix

  - Philippe II de Felix, auteur de la Branche des Marquis du Muy
  - Ponce, capiscol d'Avignon
  - Sibille x François Pelleterat de Tressor, gentilhomme de Bresse
  - Alexandrette x Perrinet de Grillet, seigneur de Brissac et de Saint-Trivier ;  x Jean Clapet, président de Bresse, chancelier de Savoie

### Branche des Marquis du Muy

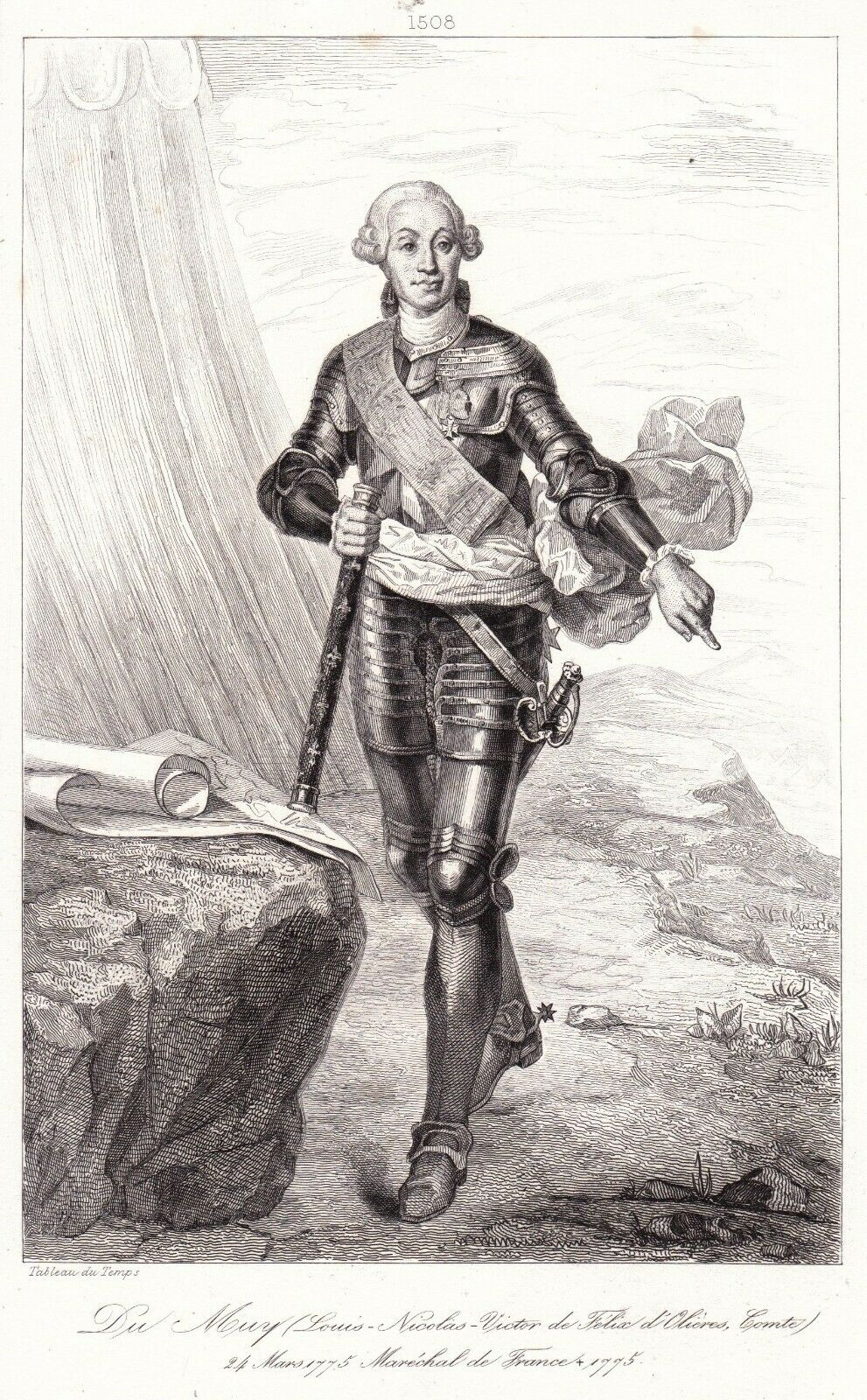
Louis Nicolas Victor de Félix d'Ollières

- Philippe II de Felix, seigneur de la Ferratière, noble de Marseille (en 1541) x 1538 Madeleine, fille de Pierre de Bus et de Anne de Sade-Saumane[1]
  - Louis, auteur de plusieurs branches éteintes ;
  - Antoine, contrôleur-général de la Marine x 1576 Louise, fille de François de Huc, seigneur de la Reynarde (Saint-Marcel) et de Claudine de la Cepéde
    - Philippe III de Felix, ,seigneur de la Reynarde, premier consul de Marseille (1628), capitaine de galère x 1612 Jeanne, fille d'Antoine d'Arène, seigneur de Rousset, commissaire de la Marine et de Madeleine de Mouans
      - Antoine, capitaine de galère (+ 1644)
      - Jean-Baptiste, seigneur du Muy et de la Reynarde x 1654 Françoise, fille de Jean-Baptiste de Valbelle, seigneur de Baumelles, capitaine de galères et de Françoise de Savournin-d'Aiglun
        - Jean-Baptiste II de Felix, chevalier, comte du Muy, de Grignan et de la Reynarde, conseiller à la Cour, commandant en Provence x Marguerite, fille de Charles d'Armand, marquis de Mison et de Châteauneuf et de marquise de Valbelle Montsuron
          - Tancrède, chevalier, marquis du Muy, lieutenant-général x 1744 Louise, héritière de Jean-Louis d'Henin, marquis de Saint-Fal, capitaine de Gendarmerie et de Marie-Elizabeth d'Anglebermer, Dame de Lagny et de Beaurepaire
            - une fille

          - Louis Nicolas Victor de Félix d'Ollières (Aix, 1711 - Versailles, 1775), lieutenant général, Menin du Dauphin, Maréchal de France

        - une fille x Palamedes de Forbin, seigneur de la Barben

      - Louis, auteur de la branche des Marquis d'Olières
      - Joseph, chef d'escadre des armées navales

    - Pierre
    - plusieurs filles x maisons de Bausset, de Vento, de la Cepéde, du Revest, etc.

  - Anne de Felix x Antoine de Valbelle, seigneur de Beaumelles
  - Isoarde de Felix x Pierre d'Audiffret, baron de Gréoux

### Branche des Marquis d'Olières
- Louis de Felix, seigneur du Muy, il acquit la moitié de la baronnie d'Olières x 1665 Madeleine, fille de Joseph d'Agoult, chevalier, baron d'Olières et de Marthe de Gaspari[1]
  - Philippe de Felix, chevalier, baron d'Olières x Marie, fille de Vincent de Salamon, écuyer de Marseille et de Marguerite de Grimaldy
    - Philippe-Louis de Felix, chevalier, marquis d'Olières, seigneur de Dauphin et Saint-Mesme, premier consul d'Aix, Procureur du Païs (1754) x 1742 Diane d'Albert de Silans  ; x 1750 Madeleine de Tressemanes-Brunets
      - un fils de Diane d'Albert de Silans
      - Jean Baptiste de Félix du Muy (de Madeleine de Tressemanes-Brunets) (1751 à Ollières - 1820 à Paris), maréchal de camp, puis général de la Révolution française et du Premier Empire

    - Lazarin
    - Anne de Felix x 1743 Jean-André de Monyer de Melan de Châteaudeuil

  - une fille x Maison d'Agoult d'Olières
  - Gabrielle x 1692  famille de Gautier (Provence)
  - une fille x Maison d'Audibert-Ramatuelle

## Personnalités
- Louis Nicolas Victor de Félix d'Ollières (1711 à Aix-en-Provence - 1775 à Versailles), lieutenant général des armées du roi, Menin du Dauphin, Maréchal de France
- Jean Baptiste de Félix du Muy (1751 à Ollières - 1820 à Paris), maréchal de camp, puis général de la Révolution française et du Premier Empire

## Châteaux et demeures
- Château de la Reynarde
- Château d'Ollières
- Hôtel de Félix du Muy